# Pán Péter és Wendy
A Pán Péter és Wendy (eredeti cím: Peter Pan & Wendy) 2023-ban bemutatott amerikai fantasy kalandfilm, amelyet David Lowery rendezett, az 1953-as Pán Péter című film élőszereplős adaptációja. A főbb szerepekben Jude Law, Alexander Molony, Ever Anderson, Yara Shahidi és Alyssa Wapanatâhk látható.
Amerikában és Magyarország 2023. április 28-án a Disney+ mutatta be.

## Cselekmény
Az Edward-kori Londonban Wendy Darling az utolsó éjszakát otthon tölti szüleivel és két öccsével, Johnnal és Michaellel, mielőtt másnap internátusba megy. A lány elégedetlen a helyzettel, és úgy érzi, nem akar felnőni. Wendy kívánságát meghallgatva egy Pán Péter nevű szabad szellemű fiú érkezik, hogy elvigye őt Sohaországba, ahol soha nem kell felnőnie. Társa, Csingiling tündér segítségével Wendy, John és Michael Sohaországba repülnek.
Megérkezésükkor megtámadja őket egy kalózhajó, élén Hook kapitánnyal, aki bosszút akar állni Péterrn, amiért levágta a jobb kezét, és egy krokodil elé dobta. Wendy elszakad Pétertől és testvéreitől, és találkozik Tigrisliliommal és az elveszett fiúkkal. Szemtanúja lesz, ahogy a kalózok elfogják Johnt és Michaelt, hogy a Koponyasziklánál megfojtsák őket. Péter megküzd Hookkal, míg Wendy, Tigrisliliom és az elveszett fiúk megmentik Johnt és Michaelt. Hookot és a kalózokat elkergeti a krokodil. Péter büszke a győzelmére, de Wendy megpofozza és leszidja vakmerősége miatt, és az elveszett fiúk elmondják neki, hogy bonyolult története van Hookkal.
Péter búvóhelyére visszavonulva Wendy altatódalt énekel az elveszett fiúknak, ami véletlenül elárulja a kalózoknak, hogy hol vannak. Wendy megtudja Pétertől, hogy Hook egykor "a legelső elveszett fiú" és legjobb barátja, James volt, amíg el nem hagyta Sohaországot, és kalózzá nem vált. Hook legénysége elfogja az elveszett fiúkat, Csingilinget és a Darling gyerekeket, míg Hook lesből támad Péterre, aki látszólag a halálba zuhan. Hook azonban öröm helyett üresnek és kielégítetlennek érzi magát. Elárulja Wendynek, hogy azért hagyta el Sohaországot, mert hiányzott neki az anyja, és meg akarta találni. Végül eltévedt a tengeren, és első tisztje, Mr. Smee és a kalózok mentették meg, akik felnevelték. Amikor visszatért Sohaországba, Peter nem tudta elfogadni, hogy mennyire megváltozott, és a két fiú ősellenséggé vált.
Míg Tigrisliliom megtalálja és ápolja Pétert, Hook arra kényszeríti Wendyt, hogy sétáljon a deszkán, de ő elrepül Csingiling tündérporával és azzal a boldog gondolattal, hogy fel akar nőni. Csingiling a tündérporral a levegőbe repíti a hajót, és segít az Elveszett Fiúknak kiszabadulni, hogy megküzdjenek a kalózokkal. Peter megérkezik, hogy szembeszálljon Hookkal, és egy hosszú párbaj után végre bocsánatot kér tőle, amiért rossz barát volt, de Hook nem akarja, hogy véget érjen a rivalizálásuk. Amikor Wendy a hátára fordítja a hajót, aminek következtében a kalózok a tengerbe zuhannak, Peter megpróbálja megmenteni Hookot, repülésre biztatva őt, de boldog gondolatok híján a tengerbe zuhan, miközben elveszíti a horgot. Ezután az elveszett fiúk úgy döntenek, hogy mindannyian igazi otthonra vágynak, ezért a hajón visszarepülnek Londonba a Darlingékkal együtt
Hazaérve Wendy bemutatja az elveszett fiúkat a szüleinek. Péter elárulja, hogy a Darlingék háza volt a régi otthona, amíg egy nap el nem szökött, miután összeveszett az anyjával, aki azt mondta neki, hogy nőjön fel, és soha többé nem jött vissza. Wendy azt javasolja, hogy maradjon, de Péter úgy érzi, még nem áll készen arra, hogy felnőjön. Elbúcsúzik Wendytől és az elveszett fiúktól, és Csingilinggel együtt visszatér Sohaországba.
Sohaországba visszatérve kiderül, hogy Hook és Smee túlélték a zuhanást. Miközben a tengerben úszó akadályokba kapaszkodnak, Hook meglátja a hajón visszatérő Pétert, és udvariasan elmosolyodik.

## Szereplők
| Szerep          | Színész           | Magyar hang         |
| --------------- | ----------------- | ------------------- |
| Hook kapitány   | Jude Law          | Stohl András        |
| Pán Péter       | Alexander Molony  | Gáll Dávid          |
| Wendy Darling   | Ever Anderson     | Vida Sára           |
| Csingiling      | Yara Shahidi      | Györke Laura        |
| Tigrisliliom    | Alyssa Wapanatâhk | Boldog Emese        |
| John Darling    | Joshua Pickering  | Kovács András Bátor |
| Michael Darling | Jacobi Jupe       |                     |
| Mr. Smee        | Jim Gaffigan      |                     |
| Mrs. Darling    | Molly Parker      |                     |
| Mr. Darling     | Alan Tudyk        |                     |

### Magyar változat
- Magyar szöveg: Bán Zsanett
- Hangmérnök: Salgai Róbert
- Vágó: Házi Sándor
- Gyártásvezető: Kablay Luca
- Szinkronrendező: Molnár Ilona
- Produkciós vezető: Máhr Rita

A szinkront az Iyuno Hungary készítette el.

## A film készítése
2016 áprilisában jelentették be, hogy a Walt Disney Pictures az 1953-as Pán Péter című animációs film élőszereplős adaptációján dolgozik. 2016-ban David Lowery szerződött le rendezőnek, a forgatókönyvet pedig Toby Halbrooks-szal közösen írta. Jim Whitaker producerként működött közre a projektben.

### Forgatás
A film forgatása Vancouverben zajlott. 2020. április 17-én kezdődött volna, és 2020 augusztusában fejeződött volna be, de a forgatás a koronavírus világjárvány miatt elmaradt. 2021. március 16-án kezdődött a forgatás. 2021 augusztusában további forgatásokra került sor Bonavista-félszigeten és Feröeren is.